# La Grandera (Allande)
La Grandera  (en eonaviego, A Grandeira) es una casería perteneciente a la parroquia de Berducedo, en el concejo de Allande, comarca del Narcea, Principado de Asturias, España.